# Saleh Gomaa
Saleh Gomaa (in arabo صالح جمعة‎?; Al-Arish, 1º agosto 1993) è un calciatore egiziano, centrocampista dell'Ismaily.

## Biografia
Ha un fratello minore, Abdallah, anch'esso calciatore.

## Caratteristiche tecniche
Metronomo di centrocampo, in grado di dettare i ritmi di gioco e di impostare l'azione. Agile nei movimenti ed in possesso di discrete doti tecniche, si distingue per visione di gioco, precisione nei passaggi, intelligenza tattica, e per le conclusioni da fuori area.

## Carriera

### Club
Muove i suoi primi passi nel settore giovanile dell'ENPPI. Esordisce tra i professionisti il 13 aprile 2011 contro l'El Gouna. Termina l'annata - conclusasi con la vittoria della Coppa d'Egitto - con 10 presenze complessive. Il 9 gennaio 2014 passa in prestito per sei mesi al Nacional, in Portogallo. Alla luce delle ottime prestazioni offerte, il 29 aprile le due società si accordano per il rinnovo del prestito. Il 21 agosto esordisce in Europa League contro la Dinamo Minsk - partita valida per l'accesso alla fase a gironi di Europa League - giocando la gara per intero.
Il 22 luglio 2015 torna in Egitto legandosi per cinque stagioni all'Al-Ahly. Relegato ai margini della rosa a causa di motivi disciplinari, il 30 gennaio 2018 passa in prestito all'Al-Faisaly, in Arabia Saudita. Fuori dai progetti tecnici della società, il 30 novembre 2020 rescinde di comune accordo il contratto con l'Al-Ahly. Il 3 dicembre viene tesserato dal Ceramica Cleopatra.

### Nazionale
Ha giocato nelle nazionali giovanili egiziane Under-20 ed Under-23.
Esordisce con la selezione dei Faraoni l'8 ottobre 2011 in Egitto-Niger (3-0), partita valida per le qualificazioni alla Coppa d'Africa 2012, subentrando al 69' al posto di Ahmed Magdi. Nel 2012 prende parte alle Olimpiadi di Londra con la selezione olimpica.
Il 6 marzo 2013 viene convocato per la Coppa d'Africa Under-20, manifestazione vinta dagli egiziani, che ottengono quindi l'accesso ai Mondiali Under-20, disputati nel mese di giugno in Turchia. Alla luce delle ottime prestazioni fornite, viene nominato miglior giocatore del torneo.

## Statistiche

### Presenze e reti nei club
Statistiche aggiornate al 1º gennaio 2024.
| Stagione                  | Squadra                   | Campionato                | Campionato | Campionato | Coppe nazionali | Coppe nazionali | Coppe nazionali | Coppe continentali | Coppe continentali | Coppe continentali | Altre coppe | Altre coppe | Altre coppe | Totale | Totale |
| Stagione                  | Squadra                   | Comp                      | Pres       | Reti       | Comp            | Pres            | Reti            | Comp               | Pres               | Reti               | Comp        | Pres        | Reti        | Pres   | Reti   |
| ------------------------- | ------------------------- | ------------------------- | ---------- | ---------- | --------------- | --------------- | --------------- | ------------------ | ------------------ | ------------------ | ----------- | ----------- | ----------- | ------ | ------ |
| 2010-2011                 | ENPPI                     | PL                        | 10         | 0          | CE              | 4               | 0               | -                  | -                  | -                  | -           | -           | -           | 14     | 0      |
| 2011-2012                 | ENPPI                     | PL                        | 8          | 0          | -               | -               | -               | CC                 | 3                  | 0                  | -           | -           | -           | 11     | 0      |
| 2012-2013                 | ENPPI                     | PL                        | 1          | 0          | CE              | 0               | 0               | CC                 | 1                  | 0                  | SE          | 0           | 0           | 2      | 0      |
| 2013-gen. 2014            | ENPPI                     | PL                        | 2          | 1          | CE              | 0               | 0               | -                  | -                  | -                  | -           | -           | -           | 2      | 1      |
| Totale ENPPI              | Totale ENPPI              | Totale ENPPI              | 21         | 1          |                 | 4               | 0               |                    | 4                  | 0                  |             | 0           | 0           | 29     | 1      |
| gen.-giu. 2014            | Nacional                  | PL                        | 13         | 1          | CP+CdL          | 0+1             | 0               | -                  | -                  | -                  | -           | -           | -           | 14     | 1      |
| 2014-2015                 | Nacional                  | PL                        | 23         | 1          | CP+CdL          | 6+1             | 0               | UEL                | 2                  | 0                  | -           | -           | -           | 32     | 1      |
| Totale Nacional           | Totale Nacional           | Totale Nacional           | 36         | 2          |                 | 8               | 0               |                    | 2                  | 0                  |             | -           | -           | 46     | 2      |
| 2015-2016                 | Al-Ahly                   | PL                        | 18         | 2          | CE              | 1               | 0               | CCL+CCL            | 2+4                | 0                  | SE          | 0           | 0           | 25     | 2      |
| 2016-2017                 | Al-Ahly                   | PL                        | 14         | 4          | CE              | 5               | 3               | CCL                | 7                  | 1                  | SE          | 1           | 0           | 27     | 8      |
| 2017-gen. 2018            | Al-Ahly                   | PL                        | 5          | 0          | CE              | 0               | 0               | ACC+CCL            | 2+0                | 1                  | SE          | 0           | 0           | 7      | 1      |
| gen.-giu. 2018            | Al-Faisaly                | SPL                       | 8          | 0          | KC              | 3               | 0               | -                  | -                  | -                  | -           | -           | -           | 11     | 0      |
| 2018-2019                 | Al-Ahly                   | PL                        | 13         | 2          | CE              | 1               | 0               | CCL                | 0                  | 0                  | SE          | 0           | 0           | 14     | 2      |
| 2019-2020                 | Al-Ahly                   | PL                        | 3          | 0          | CE              | 0               | 0               | CCL                | 1                  | 0                  | SE          | 0           | 0           | 4      | 0      |
| Totale Al-Ahly            | Totale Al-Ahly            | Totale Al-Ahly            | 53         | 8          |                 | 7               | 3               |                    | 16                 | 2                  |             | 1           | 0           | 77     | 13     |
| 2020-2021                 | Ceramica Cleopatra        | PL                        | 19         | 1          | CE              | 0               | 0               | -                  | -                  | -                  | -           | -           | -           | 19     | 1      |
| 2021-2022                 | Ceramica Cleopatra        | PL                        | 11         | 0          | CE              | 1               | 0               | -                  | -                  | -                  | -           | -           | -           | 12     | 0      |
| Totale Ceramica Cleopatra | Totale Ceramica Cleopatra | Totale Ceramica Cleopatra | 30         | 1          |                 | 1               | 0               |                    | -                  | -                  |             | -           | -           | 31     | 1      |
| 2022-2023                 | Ismaily                   | PL                        | 13         | 0          | CE              | 0               | 0               | -                  | -                  | -                  | -           | -           | -           | 13     | 0      |
| 2023-2024                 | Ismaily                   | PL                        | 4          | 0          | CE              | 0               | 0               | -                  | -                  | -                  | -           | -           | -           | 4      | 0      |
| Totale Ismaily            | Totale Ismaily            | Totale Ismaily            | 17         | 0          |                 | 0               | 0               |                    | -                  | -                  |             | -           | -           | 17     | 0      |
| Totale carriera           | Totale carriera           | Totale carriera           | 165        | 12         |                 | 23              | 3               |                    | 22                 | 2                  |             | 1           | 0           | 211    | 17     |

### Cronologia presenze e reti in nazionale
| Cronologia completa delle presenze e delle reti in nazionale ― Egitto | Cronologia completa delle presenze e delle reti in nazionale ― Egitto | Cronologia completa delle presenze e delle reti in nazionale ― Egitto | Cronologia completa delle presenze e delle reti in nazionale ― Egitto | Cronologia completa delle presenze e delle reti in nazionale ― Egitto | Cronologia completa delle presenze e delle reti in nazionale ― Egitto | Cronologia completa delle presenze e delle reti in nazionale ― Egitto | Cronologia completa delle presenze e delle reti in nazionale ― Egitto |
| Data                                                                  | Città                                                                 | In casa                                                               | Risultato                                                             | Ospiti                                                                | Competizione                                                          | Reti                                                                  | Note                                                                  |
| --------------------------------------------------------------------- | --------------------------------------------------------------------- | --------------------------------------------------------------------- | --------------------------------------------------------------------- | --------------------------------------------------------------------- | --------------------------------------------------------------------- | --------------------------------------------------------------------- | --------------------------------------------------------------------- |
| 8-10-2011                                                             | Il Cairo                                                              | Egitto                                                                | 3 – 0                                                                 | Niger                                                                 | Qual. Coppa d'Africa 2012                                             | -                                                                     | 69’                                                                   |
| 14-4-2012                                                             | Dubai                                                                 | Egitto                                                                | 3 – 0                                                                 | Mauritania                                                            | Amichevole                                                            | -                                                                     |                                                                       |
| 12-10-2012                                                            | Dubai                                                                 | Egitto                                                                | 3 – 0                                                                 | Rep. del Congo                                                        | Amichevole                                                            | -                                                                     | 78’                                                                   |
| 16-10-2012                                                            | Abu Dhabi                                                             | Egitto                                                                | 0 – 1                                                                 | Tunisia                                                               | Amichevole                                                            | -                                                                     | 71’                                                                   |
| 14-11-2012                                                            | Tbilisi                                                               | Georgia                                                               | 0 – 0                                                                 | Egitto                                                                | Amichevole                                                            | -                                                                     | 46’                                                                   |
| 28-12-2012                                                            | Doha                                                                  | Qatar                                                                 | 0 – 2                                                                 | Egitto                                                                | Amichevole                                                            | -                                                                     | 81’                                                                   |
| 10-1-2013                                                             | Abu Dhabi                                                             | Ghana                                                                 | 3 – 0                                                                 | Egitto                                                                | Amichevole                                                            | -                                                                     | 46’                                                                   |
| 14-1-2013                                                             | Abu Dhabi                                                             | Costa d'Avorio                                                        | 4 – 2                                                                 | Egitto                                                                | Amichevole                                                            | -                                                                     | 89’                                                                   |
| 4-6-2014                                                              | Londra                                                                | Giamaica                                                              | 2 – 2                                                                 | Egitto                                                                | Amichevole                                                            | -                                                                     | 72’                                                                   |
| 26-3-2015                                                             | Il Cairo                                                              | Egitto                                                                | 2 – 0                                                                 | Guinea Equatoriale                                                    | Amichevole                                                            | -                                                                     | 71’                                                                   |
| 8-6-2015                                                              | Alessandria d'Egitto                                                  | Egitto                                                                | 2 – 1                                                                 | Malawi                                                                | Amichevole                                                            | -                                                                     | 46’                                                                   |
| 27-2-2016                                                             | Alessandria d'Egitto                                                  | Egitto                                                                | 2 – 0                                                                 | Burkina Faso                                                          | Amichevole                                                            | -                                                                     |                                                                       |
| 31-8-2017                                                             | Kampala                                                               | Uganda                                                                | 1 – 0                                                                 | Egitto                                                                | Qual. Mondiali 2018                                                   | -                                                                     | 73’                                                                   |
| 5-9-2017                                                              | Alessandria d'Egitto                                                  | Egitto                                                                | 1 – 0                                                                 | Uganda                                                                | Qual. Mondiali 2018                                                   | -                                                                     | 88’                                                                   |
| 8-10-2017                                                             | Alessandria d'Egitto                                                  | Egitto                                                                | 2 – 1                                                                 | Rep. del Congo                                                        | Qual. Mondiali 2018                                                   | -                                                                     | 55’                                                                   |
| Totale                                                                |                                                                       | Presenze                                                              | 15                                                                    |                                                                       | Reti                                                                  | 0                                                                     |                                                                       |

## Palmarès

### Club

#### Competizioni nazionali
- Campionato egiziano: 4

Al-Ahly: 2015-2016, 2016-2017, 2018-2019, 2019-2020
- Coppa d'Egitto: 2

ENPPI: 2010-2011
Al-Ahly: 2016-2017
- Supercoppa d'Egitto: 3

Al-Ahly: 2015, 2017, 2019

#### Competizioni internazionali
- CAF Champions League: 1

Al-Ahly: 2019-2020

### Nazionale
- Coppa delle Nazioni Africane Under-20: 1

Algeria 2013

### Individuale
- Miglior giocatore della Coppa delle nazioni africane Under-20: 1

Algeria 2013